# برونو سابا كوستا
برونو سابا كوستا (29 أكتوبر 1984 في ريو دي جانيرو في البرازيل – )؛ هو لاعب كرة قدم سابق كان يلعب كمهاجم.